# ボオル
ボオル（モンゴル語: Bo’ol、1197年 - 1228年）は、13世紀初頭にモンゴル帝国に仕えたジャライル部出身の万人隊長。モンゴル帝国の創設者チンギス・カンに仕えて左翼万人隊長となったムカリ国王の息子であり、父の死後はその地位を継承して主に旧金朝領華北の平定に活躍した。
『元史』などの漢文史料では孛魯(bólŭ)、『集史』などのペルシア語史料ではبوغول(būghūl)と記され、日本語書籍ではボゴル、ボールとも表記される。

## 概要
ボオルの前半生についてはほとんど記録がないが、1221年にムカリの下を訪れた南宋の使者の記録『蒙韃備録』には「ムカリには一人だけ子供がおり、ボオル（袍阿）という名であった。うるわしい容儀を持ち、諸国語にたくみであった」と評されている。1223年（癸未）3月に中国方面司令官を務めていた父のムカリが亡くなると、この頃27歳であったボオルは当時中央アジア（西域）遠征中であったチンギス・カンの下を訪れた。そこでボオルは父の地位（「国王」位）と職責を継ぐことを認められ、まず西夏国を攻撃するよう命じられた。1224年（甲申）9月、西夏国の首都の興慶一帯を攻撃したボオルは数万の首級及び数十万の捕虜・家畜を獲る大勝利を挙げた。
1225年（乙酉）春にボオルは一度チンギス・カンの下に戻ったが、この頃中国方面では真定府にて武仙がモンゴルに降った有力者史天倪を殺害しモンゴルに叛旗を翻すという大事件が起こっていた。史家では史天倪の末弟の史天沢を質子（トルカク）としてモンゴル軍に差し出しており、この頃史天沢はボオルの下で「帳前軍総領」を務めていた。史天倪が殺されたとの報が届くと史天沢は武仙討伐のため急ぎ真定に戻り、ボオルはこれに配下のセウニデイ率いる3千の軍勢を後ろ盾としてつけ、史天沢・セウニデイ軍は首尾良く武仙を討伐して真定を再攻略することができた。
1226年、山東地方では盗賊あがりの群雄の一人李全が益都を陥落させ、元帥の張琳を捕らえるという事件が起こった。これを受けてムカリの弟でボオルにとって叔父にあたるタイスンがまず李全の拠る益都を包囲し、同年12月中にはボオルも山東地方に入った。この時、ボオルは李喜孫を使者として派遣し李全の投降を促したが、李全の部将の田世栄によって李喜孫は殺されてしまった。1227年（丁亥）3月には逃亡を図った李全の軍団を撃ち破って7千余りの首級を挙げ、4月には食料不足によって李全は遂にボオルに降った。この時、ボオル配下の諸将は見せしめとして李全らを処刑することを主張したが、ボオルは未だモンゴルに服属していない者達の人心を得るためむしろ李全を厚遇することを主張し、この意見が採用された結果モンゴルに投降する者が相継ぎ遂に山東一帯は平定された。しかし、この時李全の勢力を削減せずそのまま保ったことが後の李璮（李全の後継者）の乱に繋がることになった。
その後、滕州攻めが行われた時には諸将が炎暑のため作戦の延期を進言したが、ボオルは「チンギス・カン自ら率いるモンゴル軍が数年にわたる中央アジア遠征中に炎暑で戦を避けた事例などないというのに、我らがどうしてそのような振る舞いをできようか」と言って作戦を決行し、首級3千を挙げる大勝利を得た。その後、1227年にチンギス・カンが死去したとの報を聞いたボオルは急ぎ帰還したがそこで病となり、チンギス・カンの後を追うように1228年5月に32歳の若さで病死した。ボオルにはタス、スグンチャク、バアトル、バイナル、エムゲン、エブゲン、アルキシという7人の息子がおり、バアトルが帝位継承戦争においてクビライの勝利に大きく貢献して以降は大元ウルス最大の権門としてムカリｰボオル家は大いに栄えた。

## ジャライル部国王ムカリ家
- グウン・ゴア（Gü’ün U’a ＞孔温窟哇/kǒngwēn kūwa）
  - 左翼万人隊長・国王1ムカリ（Muqali guy-ong ＞木華黎国王/mùhuálí guówáng,موقلىكويانك/mūqalī kūyānk）
    - 左翼万人隊長・国王2ボオル（Bo’ol ＞孛魯bólŭ,بوغول/būghūl）
      - 国王3タシュ（Taš ＞塔思/tǎsī）
        - クドカ（Quduqa ＞忽都華/hūdōuhuá）
          - クト・テムル（Qutu temür ＞忽都帖木児/hūdōu tièmùér）
            - バウガ（Bauga ＞宝哥/bǎogē）
              - ダオトン（Daotong ＞道童/dàotóng）

      - 国王4スグンチャク（Süγunčaq ＞速渾察/sùhúnchá）
        - 国王5クルムシ（Qurmši ＞忽林池/hūlínchí）
        - ナヤン（Nayan ＞乃燕/nǎiyàn）
          - 同知通政院事シディ（Šidi ＞碩徳/shídé）
            - ベルケ・テムル（Berge temür ＞別理哥帖木爾/biélǐgē tièmùěr）
              - 中書平章政事ドルジバル（Dorǰibal ＞朶爾直班/duǒěrzhíbān）
                - テグス・テムル（Tegüs temür ＞鉄固思帖木而/tiěgùsī tièmùér）
                - ドルゲン・テムル（Dürgen temür ＞篤堅帖木而/dǔjiān tièmùér）

          - バヤンチャル（Bayančar ＞伯顔察児/bǎiyáncháér）

        - 江淮行省左丞相センウ（Seng'ü ＞相威/xiāngwēi）
          - 南行台御史大夫アラーウッディーン（Šidi ＞阿老瓦丁/ālǎowǎdīng）
            - 集賢大学士トゴン（Toγon ＞脱歓/tuōhuān）

        - サルバン（Sarban ＞撒蛮/sāmán）
          - 江浙行省平章トクト（Toqto ＞脱脱/tuōtuō）
            - 中書右丞相ドルジ（Dorǰi ＞朶児只/duǒérzhǐ）
              - 翰林学士ドスマン・テムル（Dosman temür ＞朶蛮帖木児/duǒmán tièmùér）
              - 国王12エムケシリ（Emmgeširi ＞俺木哥失里/ǎnmùgēshīlǐ）

      - 先鋒元帥バアトル（Ba’atul noyan ＞覇突魯/bàtūlŭ,بهادر نويان/bahādur nūyān）
        - 中書右丞相アントン（Antong noyan ＞安童/āntóng,هنتون نويان/hantūn nūyān）
          - 国王ウドゥルタイ（Udurdai ＞兀都帯/wùdōudài）
            - 中書右丞相バイジュ（Baiǰu ＞拝住/bàizhù）
              - トゥレル・テムル（Dürel temür ＞篤麟鉄穆爾/dǔlín tiěmùěr）

        - ディントン（Dingtong ＞定童/dìngtóng）
        - バドクタイ（Baduqutai ＞覇都虎台/bàdōuhǔtái）

      - アルキシュ（Arkiš ＞阿礼吉失/ālǐjíshī）
        - クスクル（Qusuqur ＞忽速忽爾/hūsùhūěr）
        - 国王ドロタイ（Dorotai ＞朶羅台/duǒluótái）
        - 国王ナイマンタイ（Naimantai ＞乃蛮台/nǎimántái）
          - 中書右丞エセン・ブカ（Esen buqa ＞野仙溥化/yěxiān pǔhuà）
            - 国王ナガチュ（Naγaču ＞納哈出/nàhāchū）

          - コンクル・ブカ（Qongqur buqa ＞晃忽而不花/huànghūér bùhuā）

  - 郡王タイスン（Tayisun ＞帯孫/dàisūn,طایسون/ṭāīsūn）
    - モンケ（Möngke ＞忙哥/mánggē）
      - タタルダイ（Tatardai ＞塔塔児台/tǎtǎértái）

    - トゥメテイ（Tümetei ＞禿満䚟/tūmǎndǎi）
      - ジャルグ（J̌arγu ＞札剌忽/zhálàhū）
      - クトルク（Qutluq ＞忽図魯/hūtúlǔ）